# Go-Józei
Go-Józei (japonsky 後陽成天皇, Go-Józei-tennó, 31. prosince 1571 – 25. září 1617) byl 107. císařem Japonska v souladu s tradičním pořadím posloupnosti. Vládl od roku 1586 až do své abdikace v roce 1611, což odpovídá přechodu mezi obdobími Azuči-Momojama a Edo.
Císař Go-Józei, který panoval v 16. století, byl pojmenován po 57. císaři Józeiovi z 9. století. Výraz go- (後) se doslovně překládá jako „pozdější“. Go-Józei tedy může být označován jako „pozdější císař Józei“. Jelikož se japonské go v některých starších pramenech rovněž překládalo ve významu „ten druhý“, mohl by tento císař být také označován jako Józei druhý či Józei II.
Princ, jehož osobní jméno (imina) před nástupem na Chryzantémový trůn znělo Katahito (周仁) či Kazuhito (和仁), byl nejstarším synem prince Masahita (japonsky 誠仁親王, Masahito-šinnó, 1552–1586), nejstaršího syna císaře Ógimačiho.

## Události za Go-Józeiova života
Princ Katahito, který se stal známým pod svým posmrtným jménem Go-Józei, se narodil 31. prosince 1571. Titul korunního prince mu byl udělen 5. listopadu 1586, načež mu již 17. prosince téhož roku předal jeho abdikující dědeček, císař Ógimači, otěže vlády a mladý císař usedl na Chryzantémový trůn. Roky jeho vlády se shodují s počátkem šógunátu Tokugawa pod vedením Iejasua Tokugawy a Hidetady Tokugawy.
Roku 1586 se Iejasu Tokugawa oženil s nevlastní sestrou Hidejošiho Tojotomiho Asahi no kata a byl jmenován kancléřem říše. Hidejoši Tojotomi stál v roce 1590  v čele armády čítající přes 200 000 mužů, s níž oblehl a následně dobyl hrad Odawara v regionu Kantó, který patřil klanu Hódžó. Poté co byla posádka hradu donucena se vzdát, byl její velitel a hlava klanu Hódžó, Udžimasa Hódžó, přinucen spáchat spolu se svým bratrem rituální sebevraždu seppuku. V roce 1592 následoval japonský vpád do Koreje, jenž měl umožnit přímé napadení mingské Číny,  ale skončil japonskou porážkou.
V roce 1598 zemřel na svém hradě Fušimi ve věku 63 let bývalý regent (kampaku) Hidejoši Tojotomi. Dva roky nato, 21. října 1600, zvítězil Iejasu Tokugawa v bitvě u Sekigahary, v níž porazil veškerou opozici, takže se mu otevřela cesta k titulu šóguna, jímž se stal 24. března 1603. To byl počátek šógunátu Tokugawa, který trval až do roku 1868.
Roku 1606 začalo budování hradu Edo v dnešním Tokiu a následujícího roku i hradu Sunpu v Šizuoce.  Dva roky nato, v roce 1609, napadl pán provincie Sacuma, kníže Šimazu Království Rjúkjú a učinil z něj japonský vazalský stát. Dne 20. května 1610 císař oznámil, že se hodlá vzdát trůnu ve prospěch svého třetího syna prince Kotohita (政仁親王). Go-Józei abdikoval 9. května následujícího roku a jeho syn se stal císařem Go-Mizunó.

## Rodina
Císař Go-Józei a jeho rodina žili ve Vnitřním paláci Dairi (内裏) paláce Heian. Tuto rodinu tvořilo 9 manželek a 25 dětí.